# Véronique Bellon-Maurel
Véronique Bellon-Maurel, née en 1964, est une ingénieure agronome française.

## Biographie

### Études
Elle fait ses études d'ingénieur à l’INP Toulouse. Elle reçoit son diplôme en 1986 puis poursuit avec un doctorat. Elle est ingénieur des ponts, des eaux et des forêts. Elle obtient son habilitation à diriger des recherches (HDR) en génie des procédés à l'INP Toulouse en 1992.

### Carrière
Membre de l’Irstea (Institut national de recherche en sciences et technologies pour l'environnement et l'agriculture) de Montpellier depuis 1987, et chercheuse à l’UMR ITAP (Information et Technologies pour les Agroprocédés) de Montpellier, elle est nommée directrice du département écotechnologies en 2013.
Elle a été professeur à Montpellier SupAgro de 2004 à 2010.
De 2009 à 2010 elle a effectué un séjour sabbatique au Water Research Centre de l’UNSW à Sydney où elle travaille sur l’analyse du cycle de vie (ACV).
Véronique Bellon Maurel s’est spécialisée sur la mesure et les capteurs en spectroscopie proche infrarouge pour apprécier la composition des produits (alimentaires, agricoles, forestiers, sol). Elle a participé au développement de dispositifs d'analyse brevetés, notamment pour analyser le calibre, la couleur, la densité, le poids, la fermeté ou la teneur en sucre de fruits et légumes.
Depuis 2016 elle dirige l’Institut Convergences Agriculture Numérique #DigitAg. Cet institut utilise les sciences de l’ingénieur, du numérique, la biologie, l’agronomie, l’économie, les sciences sociales, humaines et de gestion afin de créer les socles de connaissance pour l’agriculture numérique.
Elle a été élue membre de l'Académie des technologies en 2019.

## Prix reçus
En 2008, elle reçoit le prix Tomas Hirschfeld décerné par l’ICNIRS (International Council of Near Infrared Spectroscopy) pour ses travaux sur l’application de la spectroscopie proche infrarouge à l’étude de la qualité des produits agroalimentaires,.
En 2016, elle est lauréate, conjointement avec Jean-Michel Roger, du prix FIEEC de la recherche appliquée pour la mise au point de capteurs optiques permettant de trier les déchets en fonction de leur état de décomposition,.
En 2019, elle reçoit le Grand Prix IMT - Académie des sciences.